# Gynoplistia longifurcula
Gynoplistia longifurcula là một loài ruồi trong họ Limoniidae. Chúng phân bố ở miền Australasia.